# Cecilia Abena Dapaah
Cecilia Abena Dapaah est née le 27 novembre 1954, est une femme politique ghanéenne. Elle est membre du Nouveau Parti Patriotique et ancienne députée de la circonscription de Bantama (en) . Elle a été respectivement vice-ministre des Ressources en eau, des Travaux publics et du Logement et ministre de l'Aviation et de l'Assainissement et des Ressources en eau.

## Jeunesse et éducation
Cecilia Abena Dapaah est née le 27 novembre 1954 et est originaire de Mpasatia (en) dans la région d'Ashanti Elle a fréquenté l'Université du Ghana et a obtenu une licence en français et en linguistique en 1979. Elle est titulaire d'un certificat en leadership de la Harvard Kennedy School et d'un certificat de troisième cycle en études de développement international de l'Université d'Oslo.

## Vie politique
Dapaah était une travailleuse du développement de profession et une assistante spéciale du président John Kufour. En 2001, elle a été nommée présidente du conseil d’administration de la Ghana Cocoa Processing Company. Elle a quitté le conseil d'administration en 2005 et a été nommée vice-ministre des Ressources en eau, des Travaux publics et du Logement. En 2007, elle est nommée ministre de tutelle jusqu'à la fin de l'administration de John Kufour en 2008.
Cecilia Dapaah a été membre du Parlement du Ghana de 2005 à 2013. Elle a siégé à divers comités parlementaires au Ghana, notamment ceux des Travaux publics et du Logement, du Comité consultatif auprès du Président du Parlement, de l'Emploi, de la Protection sociale et de la Jeunesse, des Affaires étrangères et du Budget spécial.

### Député
Dapaah a été élu député de la circonscription de Bantama (en) de la région d'Ashanti au Ghana pour la première fois lors des élections générales ghanéennes de 2004,. Elle a gagné sur la liste du Nouveau Parti patriotique,. Sa circonscription faisait partie des 36 sièges parlementaires sur les 39 sièges remportés par le Nouveau Parti patriotique lors de cette élection pour la région d'Ashanti. Le Nouveau Parti Patriotique a remporté une majorité de 128 sièges parlementaires sur 230.Elle a été élue avec 41 064 voix sur un total de 49 174 votes valides exprimés, soit 83,5 % du total des votes valides exprimés,. Elle a été élue devant Alhasan Napoh du Congrès national démocratique et Yaw Owusu Boafo du Parti de la convention populaire,. Ces derniers ont obtenu respectivement 14,8 % et 1,7 % du total des votes valides exprimés,.
En 2008, elle remporte les élections générales sur la liste du Nouveau Parti patriotique pour la même circonscription,. Sa circonscription faisait partie des 34 sièges parlementaires sur les 39 sièges remportés par le Nouveau Parti Patriotique lors de cette élection pour la région d'Ashanti. Le Nouveau Parti Patriotique a remporté un total minoritaire de 109 sièges parlementaires sur 230 sièges. Elle a été élue avec 36 708 voix sur un total de 48 476 votes valides exprimés, soit 75,72 % du total des votes valides exprimés,,. Elle a été élue devant Nana Osei Akoto-Kuffour du Congrès national démocratique, Osei-Tutu Richard du Parti du peuple de la Convention, Eunice Owusu-Ansah des Démocrates patriotiques réformés et Stephen Kwaku Saahene, candidat indépendant,. Ceux-ci ont obtenu respectivement 14,45 %, 5,52 %, 0,91 % et 3,39 % du total des votes exprimés,.

### Ministre de l'Aviation
Le 7 janvier 2017, le président Akuffo-Addo l'a nommée au poste de ministre de l'Aviation,. Sa candidature a été approuvée par le Comité des nominations du Parlement du Ghana le 8 février 2017,. Lors de son examen, elle a témoigné qu'elle améliorerait l'industrie aéronautique au Ghana et que sa priorité était de relancer une compagnie aérienne nationale d'ici 2019,,. Elle était d’avis que l’indisponibilité du transporteur privait le Ghana de plusieurs millions de cédis de revenus. La dernière compagnie aérienne nationale était Ghana International Airlines, qui a fait faillite en 2010. En mars 2017, elle a annoncé que le Ghana progressait dans son désir de devenir la plaque tournante de l’aviation de la région de l’Afrique de l’Ouest.

### Ministre de l'Assainissement et des Ressources en eau
Dapaah a été transféré au ministère de l'Assainissement et des Ressources en eau en 2018. Elle a été nommée ministre intérimaire du Genre, de l’Enfance et de la Protection sociale pour un an (2021-2022). Elle a occupé le poste de ministre de l'Assainissement et des Ressources en eau avant de démissionner le 22 juillet 2023, en raison d'un scandale présumé impliquant le vol de 1 000 000 $, 300 000 € et des millions en monnaie locale par ses aides ménagères depuis sa chambre,,,.

#### Controverse
Selon un communiqué de presse publié par le Bureau du Procureur spécial (OSP) (en), Dapaah a été placé en détention le lundi 24 juillet 2023, à 11h55 GMT. L'arrestation était liée à des allégations de corruption et à des activités liées à la corruption impliquant des sommes d'argent importantes et des objets de valeur, qui auraient été volés à son domicile en 2022 par deux de ses employés de maison,,.
Une certaine Madame Hannah Fosua, qui serait l'épouse d'un ancien chauffeur du ministre, a affirmé que son mari avait perdu son emploi chez Mme Dapaah parce qu'il avait attiré l'attention sur le comportement des accusés.
Andy Appiah-Kubi, député d'Asante-Akim Nord, a suggéré sur TV3 que le président Nana Addo Dankwa Akufo-Addo aurait dû garder pour lui ses commentaires sur l'innocence ou non du ministre.
En septembre 2023, la Haute Cour d’Accra a ordonné au Bureau du Procureur spécial de dégeler et de restituer l’argent de ses comptes bancaires. Le bureau a obéi à la directive, mais a ensuite gelé à nouveau son compte bancaire et ses investissements. Le bureau lui a restitué les sommes d'argent saisies.

## Vie personnelle
Dapaah est mariée et a un enfant. Elle est membre de l' Église méthodiste.